# Kościół Matki Bożej Śnieżnej w Grywałdzie
Kościół Matki Bożej Śnieżnej w Grywałdzie – rzymskokatolicki kościół parafialny znajdujący się przy ul. Kościelnej w Grywałdzie, w województwie małopolskim, w dekanacie Krościenko nad Dunajcem, w diecezji tarnowskiej..

## Historia
W latach dziewięćdziesiątych XX w. zrodziła się idea budowy nowego kościoła. Wzrost ludności wsi sprawił, że stary kościółek nie mógł zmieścić wszystkich ludzi. Wtedy biskup Józef Życiński oddelegował do budowy kościoła, nowego proboszcza ks. Mariana Wójcika.
Budowano go w latach 1992-1997 według projektu architekta Pawła Dygonia. Konsekracja odbyła się 1 czerwca 1998. Dokonał jej biskup Wiktor Skworc. Świątynia znajduje się niedaleko starego kościoła.
W prezbiterium znajduje się obraz Matki Bożej Śnieżnej, który znajdował się dawniej w starym kościele. 
5 sierpnia 2008 r. biskup Wiesław Lechowicz dokonał uroczystego poświęcenia dwóch nowych dzwonów wiszących w wieży kościoła.

## Msze święte
Niedziele i święta: 8:00, 11:00, 15:30.
Dni powszednie: Informacje na stronie parafii